# Sint Annahofje (Haarlem)
Het Sint Annahofje was een hofje in Haarlem. Het was gelegen in de Biggesteeg, thans de Bloemertstraat geheten en lag achter de oud-Katholieke schuilkerk van de statie van Sint Anna, die tot 1938 in gebruik was bij de kerkgemeente. Het hofje werd in 1659 gesticht door erfgenamen van de pastoor van deze statie, Augustinus Alstenius Bloemert (1585-1659). Zijn naam was ook gekoppeld aan een broodhuis in de Lange Veerstraat. In dat broodhuis werden, zeer waarschijnlijk, wekelijks, door kloppen broden uitgedeeld uit naam van zijn nalatenschap.
In 1774 verleende de burgemeester een vergunning waarmee het hofje mocht worden gesloopt. Het hofje verkeerde toen inmiddels in bouwvallige staat.
Bestaand:
Brouwershofje ·
Bruiningshofje ·
Frans Loenenhofje ·
Gravinnehof ·
Hofje Codde en Van Beresteijn ·
Hofje In den Groenen Tuin ·
Hofje van Bakenes ·
Hofje van Guurtje de Waal ·
Hofje van Loo ·
Hofje van Noblet ·
Hofje van Oorschot ·
Hofje van Staats ·
Hofje van Heythuysen ·
Johan Enschedé Hof ·
Luthers Hofje ·
Proveniershof ·
Remonstrants Hofje ·
Teylers Hofje ·
Vrouwe- en Antonie Gasthuys ·
Wijnbergshofje ·
Zuiderhofje
Verdwenen:
Aelbert Gerritsz. Fijnebuyckshofje ·
Blokshofje ·
Blokzeyldershofje ·
Boonhofje ·
Brammershofje ·
Bullenhofje ·
Comanshofje ·
Deymanshofje ·
Guurt Burethofje ·
Hofje de Dubbele Muts ·
Hofje de Hemelpoort ·
Hofje de Vijftien Kamers ·
Hofje der Twaalf Apostelen ·
Hofje Het Lam ·
Hofje van Bavo ·
Hofje van Gratie ·
Kenauhofje ·
Luciehofje ·
Pietershofje ·
Sint Annahofje ·
Sint Jans Koenen Gasthuishofje ·
Slickhofje ·
Solomonshofje ·
Twijndershofje ·
Vissershofje ·
Weeshuishofje